# Supermarine Southampton
Supermarine Southampton var en brittisk flygbåt som användes i reguljär trafik mellan England och Frankrike i slutet av 1920-talet.
Chefsingenjören Reginald Joseph Mitchell vid Supermarine Aviation Works i Southampton konstruerade flygplanet som ett led att utveckla flygbåten Supermarine Swan. Redan när flygbåten bara fanns på en ritning beställde Luftministeriet sex exemplar. Första flygningen med ett serietillverkad flygbåt genomfördes 10 mars 1925 och leveranserna till Royal Air Force inleddes under sommaren 1925. Totalt tillverkades 83 exemplar förutom militär användning exporterades ett flertal till flygvapen i andra länder. Japan köpte ett exemplar som senare modifierades till att bära 18 passagerare. En enda såldes såldes till det engelska flygbolaget Imperial Airways, och den blev den enda Southampton i British Civil Register.     
Flygbåten var dubbeldäckat med den undre vingen monterad på ovansidan av flygbåtskroppen. Den övre vingen bars upp av åtta vertikala stöttor från undervingen. Motorerna var placerade mellan vingarna på stöd som bars upp från den nedre vingen. På ovansidan av flygbåtskroppen fanns en öppen förarkabin för piloterna. Passagerarna färdades i en kabin inne i flygbåtsskrovet. 
I militärt utförande utrustades planet med fler öppna utrymmen för spanare och skyttar: Ett i nosen och två bakom den undre vingen där man monterade kulsprutor. 

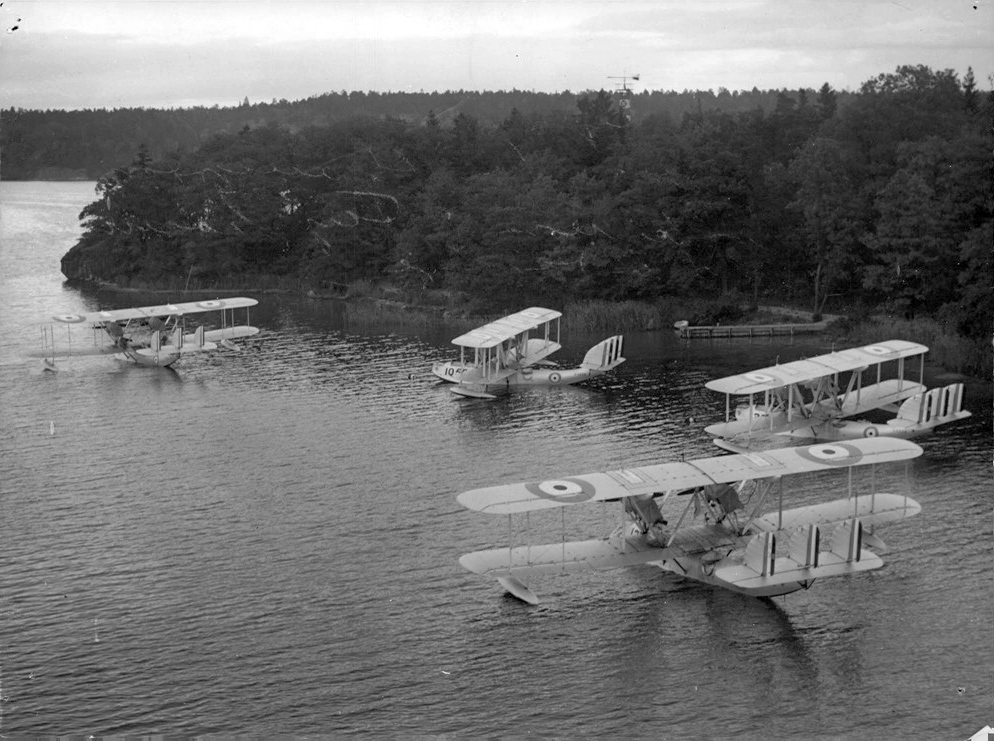
Fyra Supermarine Southampton från Royal Air Force på besök i Lindarängens flyghamn 1930.

## Varianter
- Mk I - var tillverkad i en träkonstruktion täckt med fanér, försedd med en Napier Lion V motor
- Mk II - var kroppen tillverkad i duralumin, försedd med en Napier Lion Va motor
- MK X - försågs med tre motorer, men endast en prototyp tillverkades.